# Euoplos annulipes
Euoplos annulipes is een spinnensoort in de taxonomische indeling van de valdeurspinnen (Idiopidae).
Het dier behoort tot het geslacht Euoplos. De wetenschappelijke naam van de soort werd voor het eerst geldig gepubliceerd in 1841 door Carl Ludwig Koch.